# Teschner Kreis

Teschner Kreis im Jahr 1844

Teschner Kreis (polnisch obwód cieszyński, auch cyrkuł cieszyński, tschechisch Těšínský kraj) war ein Kreis in Österreichisch-Schlesien in den Jahren 1783–1850. Der Kreis umfasste den östlichen Teil des Österreichischen Schlesiens um Teschen (auch Ostschlesien benannt), sowie die Umgebung von Königsberg im westlichen Teil (Westschlesien).
Der Kreis entstand durch Reformen von Joseph II. Es entstand das Mährischschlesisches Landesgubernium mit Sitz in Brünn, das in 8 Kreise geteilt wurde, darunter zwei in Österreichisch-Schlesien (Teschen und Troppau). Königsberg wurde an den Teschner Kreis angeschlossen, um den Rekrutierungsbereich des Galizischen Infanterie-Regiments Nr. 45 zu vergrößern. Der Kreis wurde von Kreishauptmännern geleitet, wobei nur der erste, Jan Larisch-Mönnich, aus dem Gebiet selbst stammte. Das Ende des Kreises brachte die Revolution von 1848/1849 im Kaisertum Österreich, 1850 kam es zu einer Verwaltungsreform. Österreichisch-Schlesien wurde wieder unabhängig. Ostschlesien wurde anfänglich in drei Bezirke abgeteilt: Bielitz, Teschen und Friedek.

## Kreishauptmänner
- Jan (Johann) Larisch-Mönnich (1783–1789)
- Vinzenc von Rosenzweig (1789–1796)
- Carl Philip von Rechtenbach (1796–1819)
- Leopold Ludwig Schulz von Strašnicky (1819–1821)
- Josef von Chiodi (1822–1823)
- Konstantin Münch von Billinghausen (1823–1827?)
- Anton Alois Edler von Gläser (1829–1848)[1]